# 3700 Ґеовілльямс
3700 Ґеовілльямс (3700 Geowilliams) — астероїд головного поясу, відкритий 23 жовтня 1984 року.
Тіссеранів параметр щодо Юпітера — 3,453.